# Sweet but Psycho
«Sweet but Psycho» — пісня американської співачки Ейви Макс, випущена як сингл 17 серпня 2018 через Atlantic Records. Його написали спільно з Мадісон Лав і Cirkut, останній з яких випустив пісню. Після випуску він з'явився на різних плейлистах Spotify та Viral Charts, а згодом досягнув номер один у 17 країнах, включаючи Німеччину та Велику Британію, де він залишався на першому місці чотири тижні поспіль.

## Чарти
| Чарт (2018–19)                                                | Найвища позиція |
| ------------------------------------------------------------- | --------------- |
| Австралія (ARIA)                                              | 2               |
| Австрія (Ö3 Austria Top 75)                                   | 1               |
| Бельгія (Ultratop Flanders)                                   | 1               |
| Бельгія (Ultratop Wallonia)                                   | 2               |
| Канада (Canadian Hot 100)                                     | 17              |
| СНД (Tophit)                                                  | 4               |
| Хорватія (HRT)                                                | 2               |
| Чехія (IFPI)                                                  | 1               |
| Чехія (Singles Digitál Top 100)                               | 1               |
| Данія (Tracklisten)                                           | 1               |
| Естонія (IFPI)                                                | 1               |
| Euro Digital Songs (Billboard)                                | 1               |
| Фінляндія (Suomen virallinen lista)                           | 1               |
| Франція (SNEP)                                                | 8               |
| Німеччина (Official German Charts)                            | 1               |
| Greece International Digital Singles (IFPI)                   | 12              |
| Угорщина (Rádiós Top 40)                                      | 1               |
| Угорщина (Single Top 40)                                      | 2               |
| Угорщина (Stream Top 40)                                      | 1               |
| Ісландія (Tonlist)                                            | 1               |
| Ірландія (IRMA)                                               | 1               |
| Ізраїль (Media Forest)                                        | 2               |
| Італія (FIMI)                                                 | 3               |
| Латвія (Latvijas Top 40)                                      | 1               |
| Luxembourg Digital Songs (Billboard)                          | 2               |
| Малайзія (RIM)                                                | 8               |
| Mexico Ingles Airplay (Billboard)                             | 2               |
| Нідерланди (Dutch Top 40)                                     | 1               |
| Нідерланди (Mega Single Top 100)                              | 4               |
| Нова Зеландія (Новозеландська асоціація компаній звукозапису) | 1               |
| Норвегія (VG-lista)                                           | 1               |
| Польща (Polish Airplay Top 100)                               | 1               |
| Португалія (AFP)                                              | 23              |
| Румунія (Airplay 100)                                         | 27              |
| Russia Airplay (Tophit)                                       | 8               |
| Шотландія (Official Charts Company)                           | 1               |
| Сінгапур (RIAS)                                               | 7               |
| Словаччина (IFPI)                                             | 3               |
| Словаччина (Singles Digitál Top 100)                          | 3               |
| Словенія (SloTop50)                                           | 1               |
| Іспанія (PROMUSICAE)                                          | 25              |
| Швеція (Sverigetopplistan)                                    | 1               |
| Швейцарія (Media Control AG)                                  | 1               |
| Велика Британія (Official Charts Company)                     | 1               |
| Ukraine Airplay (Tophit)                                      | 46              |
| US Billboard Hot 100                                          | 30              |
| US Adult Top 40 (Billboard)                                   | 27              |
| US Hot Dance Club Songs (Billboard)                           | 1               |
| US Top 40 Mainstream (Billboard)                              | 14              |

| Чарт (2018)                     | Позиція |
| ------------------------------- | ------- |
| Бельгія (Ultratop Flanders)     | 90      |
| Данія (Tracklisten)             | 33      |
| Нідерланди (Dutch Top 40)       | 60      |
| Нідерланди (Single Top 100)     | 73      |
| Швеція (Sverigetopplistan)      | 18      |
| Швейцарія (Schweizer Hitparade) | 79      |

## Сертифікації
| Регіон | Сертифікація  | Продажі |
| --- | ------------- | ------- |
| Австралія (ARIA) | 2× Платиновий | 140 000 |
| Австрія (IFPI Austria) | Золотий       | 15 000  |
| Бельгія (BEA) | Золотий       | 20 000  |
| Канада (Music Canada) | Золотий       | 40 000  |
| Данія (IFPI Denmark) | Платиновий    | 90 000  |
| Німеччина (BVMI) | Золотий       | 200 000 |
| Нова Зеландія (RIANZ) | Платиновий    | 30 000  |
| Норвегія (IFPI Norway) | Платиновий    | 10 000  |
| Швейцарія (IFPI Switzerland) | Золотий       | 15 000  |
| Велика Британія (BPI) | Платиновий    | 600 000 |
| *продажі, що базуються лише на сертифікаціях · ^відвантаження, що базуються лише на сертифікаціях · продажі+прослуховування, що базуються лише на сертифікаціях |               |         |